# Bad Loipersdorf
Bad Loipersdorf (–2019: Loipersdorf bei Fürstenfeld) est une commune autrichienne du district de Hartberg-Fürstenfeld en Styrie sud-orientale.

## Thermalisme
La commune est réputée pour son centre de thermalisme, connu localement sous le nom de Thermen.

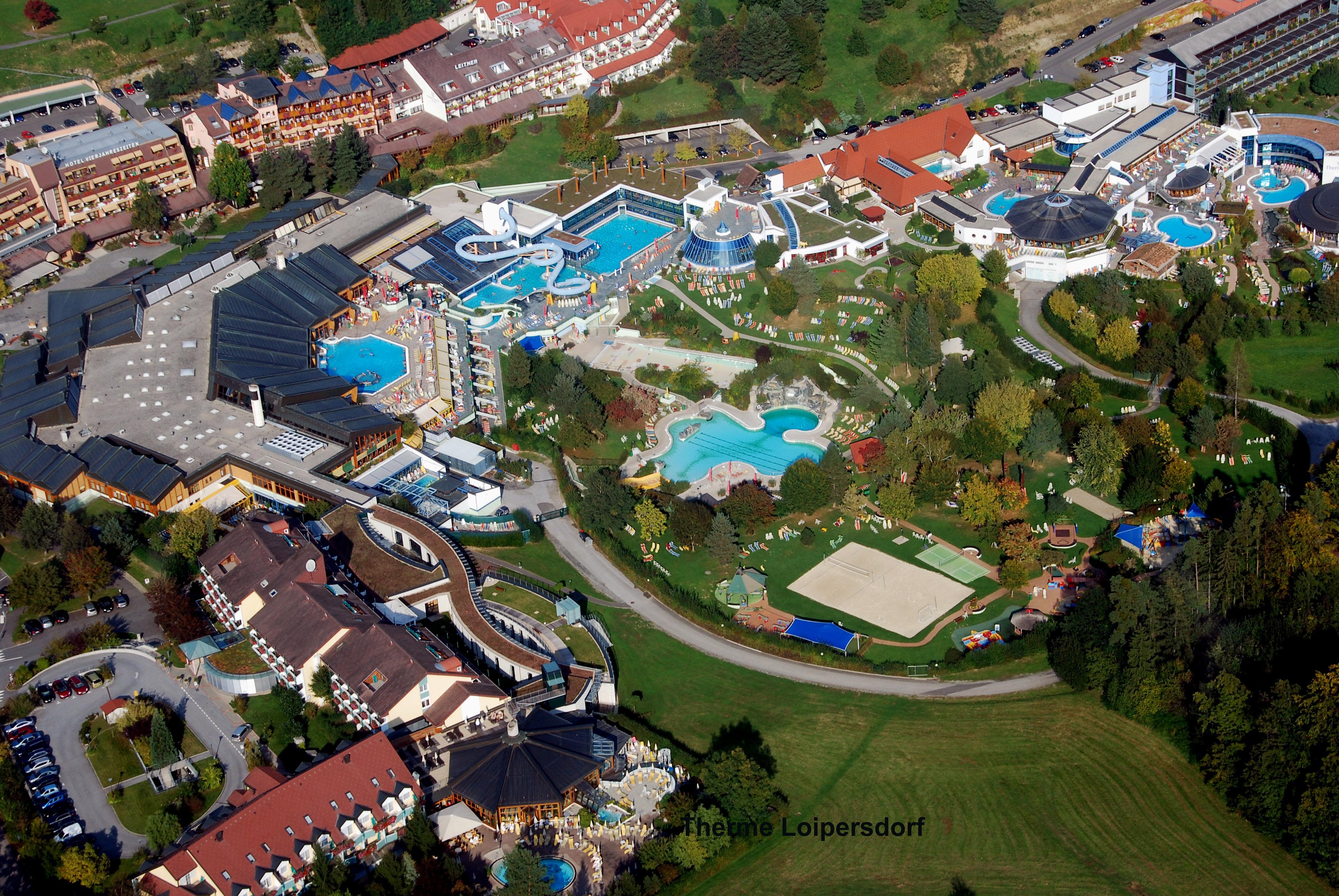
Vue aérienne des Thermen.